# الحوسبة الكمومية القائمة على الحوسبة السحابية
الحوسبة الكمومية القائمة على الحوسبة السحابية (بالإنجليزية: Cloud-based quantum computing) هي استدعاء محاكيات كمومية أو محاكيات أو معالجات من خلال السحابة. بشكل متزايد، يتم النظر إلى الخدمات السحابية على أنها طريقة لتوفير الوصول إلى المعالجة الكمية. تحقق أجهزة الكمبيوتر الكمومية قوة الحوسبة الهائلة من خلال بدء فيزياء الكم في قوة المعالجة وعندما يُسمح للمستخدمين بالوصول إلى أجهزة الكمبيوتر التي تعمل كمومية من خلال الإنترنت، تُعرف باسم الحوسبة الكمومية داخل السحابة.
قامت شركة أي بي إم IBM بتوصيل جهاز كمبيوتر كمومي صغير بالسحابة ويسمح ببناء وتنفيذ برامج بسيطة على السحابة، قام العديد من الأشخاص من الباحثين الأكاديميين والأساتذة إلى أطفال المدارس بالفعل ببناء برامج تقوم بتشغيل العديد من الخوارزميات الكمية المختلفة باستخدام أدوات البرنامج، يأمل بعض المستهلكين في استخدام الحوسبة السريعة لنمذجة الأسواق المالية أو بناء أنظمة ذكاء اصطناعي أكثر تقدمًا. تسمح طرق الاستخدام هذه للناس من خارج المختبر أو المؤسسة المهنية بتجربة ومعرفة المزيد عن هذه التكنولوجيا الرائعة.

## تطبيقات
تُستخدم الحوسبة الكمية القائمة على الحوسبة السحابية في سياقات عديدة:
- في التدريس، يمكن للمعلمين استخدام الحوسبة الكمومية القائمة على السحابة لمساعدة طلابهم على فهم ميكانيكا الكم بشكل أفضل، وكذلك تنفيذ واختبار خوارزميات الكم.[3][4]
- في البحث، يمكن للعلماء استخدام الموارد الكمية القائمة على السحابة لاختبار نظريات المعلومات الكمية،[5] إجراء التجارب،[6] مقارنة الهياكل،[7] من بين أمور أخرى.
- في الألعاب، يمكن للمطورين استخدام الموارد الكمية القائمة على السحابة ويمكنهم إنشاء ألعاب كمية لتعريف الناس بمفاهيم الكم.[8]